# Alieu Mboge
Alh. Alieu Mboge (* 1930er Jahre; † 2. August 2020 in Banjul) war ein gambischer Beamter, Manager und Präsident der muslimischen Ältesten der Hauptstadt.

## Leben
Mboge war während der ersten Republik (1965–1994) als Geschäftsführer der Gambia Ports Authority (GPA) und von 1981 bis 1988 bei dem nicht mehr existierenden National Trading Centre (NTC) als geschäftsführender Direktor tätig. Von 1985 bis 1993 diente er als Präsident der Industrie- und Handelskammer (Gambia Chamber of Commerce and Industry (GCCI)). Während der ersten Republik diente er auch als geschäftsführender Direktor der Social Security and Housing Finance Corporation (SSHFC). Sein Name taucht prominent in der Untersuchungskommission auf, die von der damaligen Junta eingesetzt wurde, um ehemalige Staatsbeamte zu untersuchen. James Bahoum von der damaligen SSHFC, Sankung Fatty und andere Zeugen erwähnten seinen Namen bei der genannten Kommission.
Vom 1. November 2007 bis zum 12. Februar 2008 war Mboge Interim-Vorsitzender des Stadtrates von Banjul (Banjul City Council, BCC). Es hieß aber auch nach einer Meldung, dass Mboge Ende November als gambischer Botschafter in den Vereinigten Arabischen Emiraten ernannt wurde. Mitte Dezember 2007, er wurde in den Medien beschuldigt seinen Lebenslauf gefälscht zu haben, war er noch nicht in den Emiraten.
Anschließend wurde er, als Nachfolger von Kaliba Senghore, vom Präsidenten Jammeh zum Generaldirektor der Gambia Tourism Authority (GTA) ernannt. Ab Anfang Dezember 2008 bis Ende Februar 2010 war Mboge Geschäftsführer der Gambia Groundnut Corporation (GGC), sein Nachfolger wurde Anthony „Tony“ Carvalho.
Am 25. September 2016  wurde er, als Nachfolger des verstorbenen Alh.  Ebrima Samba zum Präsidenten des Komitee der muslimischen Ältesten von Banjul (Committee of Banjul Muslim Elders (CBME)) gewählt. Zuvor war er Generalsekretär des Komitees dessen Mitglied er seit 2013  Mitglied war.
Mboge hatte sich mit dem Coronavirus infiziert und war Anfang August 2020 im Edward Francis Small Teaching Hospital hospitalisiert, er verstarb am 2. August. Sein Alter wurde als 'in den 80ern' angegeben.

## Auszeichnungen und Ehrungen
- 2014: Baumpflanzung zu Ehren als ehemaliger GCCI-Präsident[4]